# Playboy e il dio limaccioso
Playboy e il dio limaccioso (What Is This Thing Called Love?) è un racconto di fantascienza di Isaac Asimov pubblicato per la prima volta nel 1961 sul numero di marzo della rivista Amazing Stories.
Successivamente è stato incluso nell'antologia Antologia personale (Nightfall and Other Stories) del 1969.
È stato pubblicato per la prima volta in italiano a partire dal 1964 come Playboy e il dio bavoso e ristampato anche coi titoli I terrestri fanno così e Playboy e il dio limaccioso ovvero: Cos'è questa cosa che chiamano amore?.

## Storia editoriale
La storia nacque su commissione di Cele Goldsmith Lalli, editor di Amazing Stories, come satira di una storia pubblicata sulla rivista Playboy dal titolo Girls for the Slime God ("Ragazze per il dio limaccioso"), che suggeriva — non troppo seriamente — che tutte le storie di fantascienza parlassero di alieni e sesso. Asimov scrisse un racconto su come un alieno interessato al sesso potesse interagire con gli umani. La storia apparve nel numero di marzo 1961 di Amazing Stories col titolo Playboy and the Slime God ("Playboy e il dio limaccioso"), ma per l'inclusione in Antologia personale (Nightfall and Other Stories) decise di ribattezzarla What Is This Thing Called Love? ("Cos'è questa cosa che chiamano amore?"). Goldsmith Lalli riscrisse il finale del racconto e Asimov decise di accettare la correzione.

## Trama
Degli alieni provenienti dall'altra parte della galassia fanno visita alla Terra e decidono di rapire due persone, un uomo e una donna, cercando di capirne di più sulle interazioni tra gli umani e sui metodi di riproduzione dei terrestri. A questo scopo, portano l'uomo e la donna a bordo della loro astronave per interrogarli e vedere come si comportano.
Prevedibilmente, gli umani reagiscono con indignazione quando viene loro richiesto di dare una dimostrazione pratica di riproduzione sessuale, finché gli alieni cedono, rinunciano alla loro richiesta e rimandano i due umani sulla Terra.
Dopo che gli alieni sono ripartiti per il loro pianeta, i due umani provano effettivamente un'attrazione reciproca finendo dopotutto col cimentarsi in attività riproduttive.